# Janice Jakait
Janice Jakait (née en 1977) est une sportive allemande originaire de Heidelberg, qui a notamment traversé l'Océan Atlantique à la rame en solitaire en 2011,.
Partie le 23 novembre 2011 de Portimão au Portugal, elle arrive le 21 février 2012 à la Barbade après 90 jours et 6 500 km de traversée. C'est la première Allemande à avoir traversé l'Atlantique à la rame.